# Аргумент функції
У математиці аргумент функції — це значення, яке необхідно надати для отримання результату функції. Його також називають незалежною змінною.
Наприклад, бінарна функція {\displaystyle f(x,y)=x^{2}+y^{2}} має два аргументи, {\displaystyle x} та {\displaystyle y}, впорядкованій парі {\displaystyle (x,y)}. Гіпергеометрична функція — приклад функції з чотирма аргументами. Кількість аргументів, які приймає функція, називається арністю функції. Функція, яка приймає один аргумент як вхідний (наприклад, {\displaystyle f(x)=x^{2}}), називається унарною функцією. Вважається, що функція двох або більше змінних має область визначення, яка складається з впорядкованих пар або кортежів значень аргументів. Аргументом тригонометричної функції є кут. Аргументом гіперболічної функції є гіперболічний кут.
Математична функція має один або більше аргументів у вигляді незалежних змінних, визначених у визначенні, які також можуть містити параметри. Незалежні змінні згадуються у списку аргументів, які приймає функція, тоді як параметри — ні. Наприклад, у логарифмічній функції {\displaystyle f(x)=\log _{b}(x)} основою {\displaystyle b} вважається параметр.
Іноді для позначення аргументів можуть використовуватися нижні індекси. Наприклад, індекс може використовуватися для позначення аргументів, по яким беруться часткові похідні.
Використання в цьому сенсі терміна «аргумент» розвинулося з астрономії, в якій історично використовувалися таблиці для визначення просторових положень планет по їх розташуванню на небі. Ці таблиці були організовані по кутам, які вимірювалися і називалися аргументами, буквально «тим, що прояснює щось інше».